# Yaginumanis sexdentatus
Espèce
Synonymes
- Boethus sexdentatus Yaginuma, 1967

Yaginumanis sexdentatus est une espèce d'araignées aranéomorphes de la famille des Salticidae.

## Distribution
Cette espèce est endémique du Japon.

## Description
La femelle holotype mesure 7,3 mm et le mâle paratype 6,4 mm.

## Publication originale
- Yaginuma, 1967 : Three new spiders (Argiope, Boethus and Cispius) from Japan. Acta Arachnologica, vol. 20, no 2, p. 50-64 (texte intégral).